# Kapkajkient
Kapkajkient (ros. Капкайкент) – wieś w Rosji, w Dagestanie, w rejonie kajakienckim. W 2021 liczyła 1044 mieszkańców, głównie Kumyków.